# Каттель Михайло Абрамович
Михайло Абрамович Каттель (1889, місто Одеса — розстріляний 2 вересня 1937, місто Київ) — радянський діяч, голова виконавчого комітету Єврейської обласної ради, уповноважений Народного комісаріату зовнішньої торгівлі СРСР при РНК УСРР. Член ЦВК Української СРР.

## Життєпис
Народився в єврейській родині. У 1911 році закінчив комерційне училище в місті Одесі. У 1914—1915 роках навчався в Петроградському психоневрологічному інституті, навчання не закінчив. Був членом РСДРП (інтернаціоналістів).
Член РКП(б) з серпня 1919 року.
З вересня 1919 року — заступник голови Особливої продовольчої комісії Південного фронту по Південно-Західній групі Червоної армії.
На 1923 — січень 1927 року — заступник народного комісара фінансів Української СРР.
У січні 1927 — 1930 року — 1-й заступник голови Державної планової комісії при РНК Української СРР. Одночасно в 1927 році — голова Вищої арбітражної комісії УСРР.
Одночасно був членом президії Центральної ради Українського товариства по земельному облаштуванню трудящих євреїв. З 1929 по 1930 рік — член Центральної ради Товариства по земельному облаштуванню трудящих євреїв СРСР. З січня 1931 по жовтень 1936 року — голова Центральної ради Українського товариства по земельному облаштуванню трудящих євреїв.
У січні 1931 — 1936 року — уповноважений Народного комісаріату зовнішньої торгівлі СРСР при РНК Української СРР. Був членом ради при Народному комісаріаті зовнішньої торгівлі СРСР.
З січня 1932 року — член Комітету по земельному облаштуванню трудящих євреїв при Президії Ради національностей ЦВК СРСР.
5 листопада 1936 — січень 1937 року — голова виконавчого комітету обласної ради Єврейської автономної області.
У січні 1937 року знятий з посади та виключений із партії.
З січня по червень 1937 року — заступник уповноваженого контори «Заготсіно» по Українській РСР Всесоюзної контори по заготівлі сіна («Заготсіно») Комітету із заготівель сільськогосподарських продуктів при РНК СРСР.
28 червня 1937 року заарештований НКВС УРСР. 1 вересня 1937 року засуджений Військовою колегією Верховного суду СРСР до страти. Розстріляний 2 вересня 1937 року в Києві. Посмертно реабілітований. 

## Нагороди та відзнаки
- Почесна грамота Народного комісаріату зовнішньої торгівлі СРСР «За енергійну роботу по зовнішній торгівлі».